# 第11機械化歩兵旅団
第11「エクストレマドゥーラ」機械化歩兵旅団（だい11きかいかほへいりょだん、スペイン語: Brigada de Infantería Mecanizada "Extremadura" XI、略称: BRIMZ XI）は、スペイン陸軍の旅団の一つ。旅団司令部をエストレマドゥーラ州バダホスのボトア（es:Bótoa）に置く。

## 概要
スペイン陸軍内で編成されている3個ある機甲旅団の一つで、レオパルト2A4戦車、VCIピサロ歩兵戦闘車、M109A5E 155mm自走榴弾砲およびM113装甲兵員輸送車を装備している。旅団隷下部隊は全部隊がバダホス郊外北方のボトアにあるメナチョ将軍基地に駐屯している。

## 編制
- 旅団司令部および司令部大隊　在バダホス
- 第6機械化歩兵連隊「サボヤ」
  - 第6機械化歩兵連隊第1大隊「カンタブリア」
  - 第6機械化歩兵連隊第2大隊「ラス・ナバス」
- 第16機械化歩兵連隊「カスティーリャ」
  - 第16戦車歩兵連隊第4大隊「メリダ」
- 第12砲兵群
- 第12後方支援群
- 第12機械化工兵大隊
- 第12機械化通信中隊